# Mochi (langue)
Pour les articles homonymes, voir Mochi (homonymie).
Le mochi est une langue bantoue parlée en Tanzanie.